# Score de NEWS
Le score de NEWS (National Early Warning Score) est un score d'origine britannique permettant la classification de l'urgence d'un patient. Plus le score est élevé, plus la prise en charge doit être rapide.
Ce score, établi en 2012, est obsolète et a été remplacé par le score NEWS 2 en 2017.
Il est basé sur l'analyse de l'évaluation des signes vitaux du patient souffrant : Âge, Fréquence respiratoire, Saturation en Oxygène, Supplémentation en Oxygène, Température, Pression Artérielle Systolique, Fréquence Cardiaque,... en lien avec d'autres comorbidités.